# GSDMD
GSDMD (англ. Gasdermin D) – білок, який кодується однойменним геном, розташованим у людей на короткому плечі 8-ї хромосоми. Довжина поліпептидного ланцюга білка становить 484 амінокислот, а молекулярна маса — 52 801.
| 10         |  | 20         |  | 30         |  | 40         |  | 50         |
| ---------- |  | ---------- |  | ---------- |  | ---------- |  | ---------- |
| MGSAFERVVR |  | RVVQELDHGG |  | EFIPVTSLQS |  | STGFQPYCLV |  | VRKPSSSWFW |
| KPRYKCVNLS |  | IKDILEPDAA |  | EPDVQRGRSF |  | HFYDAMDGQI |  | QGSVELAAPG |
| QAKIAGGAAV |  | SDSSSTSMNV |  | YSLSVDPNTW |  | QTLLHERHLR |  | QPEHKVLQQL |
| RSRGDNVYVV |  | TEVLQTQKEV |  | EVTRTHKREG |  | SGRFSLPGAT |  | CLQGEGQGHL |
| SQKKTVTIPS |  | GSTLAFRVAQ |  | LVIDSDLDVL |  | LFPDKKQRTF |  | QPPATGHKRS |
| TSEGAWPQLP |  | SGLSMMRCLH |  | NFLTDGVPAE |  | GAFTEDFQGL |  | RAEVETISKE |
| LELLDRELCQ |  | LLLEGLEGVL |  | RDQLALRALE |  | EALEQGQSLG |  | PVEPLDGPAG |
| AVLECLVLSS |  | GMLVPELAIP |  | VVYLLGALTM |  | LSETQHKLLA |  | EALESQTLLG |
| PLELVGSLLE |  | QSAPWQERST |  | MSLPPGLLGN |  | SWGEGAPAWV |  | LLDECGLELG |
| EDTPHVCWEP |  | QAQGRMCALY |  | ASLALLSGLS |  | QEPH       |  |            |

A: Аланін

C: Цистеїн

D: Аспарагінова кислота

E: Глутамінова кислота

F: Фенілаланін

G: Гліцин

H: Гістидин

I: Ізолейцин

K: Лізин

L: Лейцин

M: Метіонін

N: Аспарагін

P: Пролін

Q: Глутамін

R: Аргінін

S: Серин

T: Треонін

V: Валін

W: Триптофан

Кодований геном білок за функцією належить до фосфопротеїнів. 
Задіяний у таких біологічних процесах, як імунітет, вроджений імунітет, запальна відповідь. 
Локалізований у клітинній мембрані, цитоплазмі, мембрані.
Також секретований назовні.